# Camponotus tilhoi
Camponotus tilhoi é uma espécie de inseto do gênero Camponotus, pertencente à família Formicidae.